# 脓疮草
脓疮草（学名：Panzeria alaschanica）为唇形科脓疮草属下的一个变种。